# Thorsten Thelander
Lars Thorsten Thelander, född 16 juni 1895 i Härnösands församling, Västernorrlands län, död 9 oktober 1980 i Hässelby församling, Stockholm, var en svensk elektroingenjör och regeringsråd.
Thelander, som var son till riksbanksdirektör Albert Thelander och Sofia Östman, utexaminerades från Kungliga Tekniska högskolan 1918. Han var ingenjör vid Kungliga järnvägsstyrelsen 1919–1926, elektroingenjör vid Statens Järnvägars eldrift 1926–1931, sektionsingenjör vid statsbaneelektrifieringen 1931–1939, byråchef 1939–1946 och överingenjör i Järnvägsstyrelsen 1946–1951, regeringsråd 1951–1962.
Thelander var inspektör för Kiruna praktiska ungdomsskola 1929–1931, sekreterare i Statens Järnvägars lokkommitté 1938, ordförande i dess telefonkommitté 1940–1943 och i Statens Järnvägars signalkommitté från 1944. Han var Överståthållarämbetets elektrotekniska inspektör för AB Stockholms Spårvägar från 1940, vice ordförande och ordförande i Svenska elektroingenjörers förening 1948–1950, stamlinjenämnden 1955–1965, ordförande i kraftindustriens samarbete med Norge 1963–1965 och styrelseledamot i Svenska uppfinnarkontoret.
Thelander innehade ett flertal utredningsuppdrag i Sverige och utomlands beträffande järnvägselektrifiering, ekonomi och organisation.  Han skrev Riktlinjer för Statens Järnvägars kontaktledningsbyggnader, Strömbrytningsanordningar för dito, Nordamerikanska reseintryck, fackuppsatser i bland annat Handbok i samfärdselteknik, Det bevingade hjulets folk och Statens Järnvägar 100 år. Han invaldes 1950 som ledamot av Kungliga Ingenjörsvetenskapsakademien. Thelander är begravd på Funbo kyrkogård.